# Traité de Suwałki
L'accord de Suwałki ou traité de Suwałki (lituanien : Suvalkų sutartis, polonais : Umowa suwalska), est un accord de cessez-le-feu signé à Suwałki le 7 octobre 1920, sous la pression et la médiation de la Société des Nations, qui met un terme à la guerre polono-lituanienne entre la Pologne et la Lituanie. Cet accord détermine la ligne de démarcation qui traverse la région de Suwałki (polonais : Suwalszczyzna, lituanien : Suvalkų kraštas) dont les deux pays revendiquent la possession.

## Les négociations
À la fin du mois de septembre 1920 alors que les hostilités s’apaisent entre Lituaniens et Polonais dans la région de Suwałki, la lutte diplomatique s'intensifie. Le 22 septembre Eustache Sapieha, ministre polonais des Affaires étrangères, notifie à la Lituanie que la Pologne a décidé de prendre des mesures sévères contre la Lituanie, avec pleine liberté d'action. Alfredas Tiškevičius, représentant diplomatique lituanien à Londres, informe le secrétariat de la Société des Nations que le télégramme de Sapieha doit être considéré comme une déclaration de guerre. Il demande également que la Société des Nations intervienne immédiatement afin d'empêcher les Polonais de commettre de nouveaux actes d'agression. Le 26 septembre 1920, la Société des Nations adopte une résolution exigeant des deux partis la cessation des hostilités.
Compte tenu des récentes actions militaires polonaises, la Société de Nations a un préjugé négatif envers la Pologne. En cherchant à améliorer la situation, Eustache Sapieha propose d'entamer des négociations le 26 septembre à Suwałki. Le lendemain, la Lituanie accepte cette proposition. Avant même le début des négociations, Tiškevičius affirme que l'objectif premier de la Pologne est de s'emparer de Vilnius.
La conférence commence le soir du 29 septembre. La délégation polonaise est conduite par le colonel Mieczysław Mackiewicz (né à Kaunas en Lituanie), celle de Lituanie est conduite par le général Maksimas Katché. L'historien polonais Piotr Łossowski affirme que la partie lituanienne, après avoir subi une série de revers militaires, est prête à un compromis sur la région de Suwałki si la Pologne reconnaît les revendications lituaniennes sur la région de Vilnius (en polonais : Wilno), capitale historique du Grand-duché de Lituanie, mais dont la population est en majorité polonaise. Peuplée seulement par environ 2 à 3 % par des Lituaniens selon le recensement russe de 1897, et allemand de 1916,. En termes démographiques Vilnius est donc la moins lituanienne des villes de Lituanie. Les Lituaniens estiment néanmoins que la ville est la capitale historique de la Lituanie et que cela leur donne priorité sur toutes les revendications polonaises.
La Lituanie propose un armistice, que les Polonais refusent. Victorieuse, celle-ci serait bien tentée de poursuivre la guerre. Mais la pression accrue de la Société des Nations l'oblige à temporiser. Alors que la délégation lituanienne menace de quitter la table de négociation, la délégation polonaise accepte de mettre fin aux combats en Sudovie (région de Suwałki).
Le 12 juillet 1920, devant l'avancée de l'Armée rouge, les Lituaniens avait signé un traité de paix avec les Soviétiques. Selon cet accord, Vilnius devait leur revenir. En août, contre toute attente, les Soviétiques sont battus à la bataille de Varsovie. Dans leur retraite, ils abandonnent Vilnius qui passe sous contrôle polonais. Le dirigeant polonais Józef Piłsudski craint que l'Entente et la Société des Nations ne s'en remettent aux accords du Traité de paix soviéto-lituanien et cèdent Vilnius à la Lituanie, aussi préfère-t-il prolonger les négociations, pour lui permettre de mettre en scène la mutinerie de Żeligowski.
Tandis que les Lituaniens veulent signer un traité au plus tôt, les Polonais soulèvent des problèmes tels que la violation de la neutralité de la Lituanie dans la Guerre russo-polonaise, et protestent contre la signature du Traité soviéto-lituanien.
Après avoir consulté le gouvernement de Kaunas, la délégation lituanienne fait une proposition de ligne de démarcation, le 3 octobre. Après concertation avec Piłsudski, la délégation polonaise fait à son tour une contre-proposition le 4 octobre.
Dans l'intervalle, les Polonais remportent la bataille de Varėna (Orany) et s'emparent d'une gare importante, paralysant les renforts lituaniens vers la région de Suwałki. De fait, un cessez-le-feu s'instaure dans la région de Suwałki à partir du 1er octobre, bien accueilli dans les deux camps par des troupes épuisées.

## L'accord
Un accord est finalement signé le 7 octobre, devant prendre pleinement effet le 10 à midi.
- Article I: Concernant la ligne de démarcation. Il est déclaré que la ligne "ne préjuge en rien les revendications territoriales des deux Partis contractants". La ligne de démarcation commence à l'ouest, suivant la ligne Foch jusqu'à ce qu'elle atteigne le fleuve Niémen qu'elle suit jusqu'à Uciecha et la rivière Merkys (en). Elle suit alors la rivière Merkys (en) jusqu'à Varėna, qui est cédée à la Lituanie mais dont la gare demeure côté polonais. Depuis Varėna la ligne passe par Bortele, Poturce, Montwiliszki, Ejszyszki, Podzitwa et Bastuny dont la gare restera également polonaise. À l'est de Bastuny, la ligne de démarcation sera déterminée par un accord séparé.
- Article II: Le cessez-le-feu instauré le long de la ligne de démarcation ne concerne pas l'ensemble du font entre la Pologne et de la Lituanie (à l'est de Bastuny)
- Article III: La gare de Varėna (Orany), reste sous contrôle polonais, mais la Pologne promet qu'il n'y aura pas de restrictions sur les trains civils lituaniens et permet le transit de deux trains militaires lituaniens par jour.
- Article IV: Sur l'échange de prisonniers...

Il est à noter que l'accord ne fait pas une seule référence au statut de Vilnius.

## Conclusions
La région de Suwałki est partagée entre la Pologne et la Lituanie par une frontière qui pour l'essentiel est toujours d'actualité. Les villes de Sejny (lieu de l'Insurrection de Sejny en 1919), Suwałki et Augustów demeurent polonaises. Toutefois, l'accord ne répond pas explicitement à la question la plus controversée : le futur statut de la ville de Vilnius (Wilno), capitale historique de la Lituanie, située au nord de la région de Suwałki et de la ligne de démarcation.
Lorsque l'accord de Suwałki est signé par les Polonais, Vilnius, à l'arrière des lignes, sert de garnison aux troupes lituaniennes,.
Comme l'écrit l'historien Alfred Senn, l'accord laisse tacitement Vilnius entre les mains des Lituaniens. Les opposants politiques de Piłsudski s'empressent de critiquer cette omission.
Cependant, cette omission est très vite oubliée lorsque, le 8 octobre (l'accord doit prendre effet le 10 octobre à midi), commence la mutinerie de Żeligowski qui aboutit en 1922 à l'annexion par la Pologne de la ville et de la région environnante. Bien que Pilsudski et ses alliés l'ait savamment orchestrée, les Polonais nièrent avoir eu connaissance de cette mutinerie.
Après cette action, les Lituaniens ne sont pas en mesure de reprendre le contrôle de la ville et protestent dans les salles internationales, faisant valoir que la Pologne a accepté de céder Vilnius et que la mutinerie de Żeligowski viole cet accord. De leur côté, les Polonais soulignent que l'accord est a été expressément limité de manière à n’interférer en aucune façon dans l'avenir de la région de Vilnius. Toutefois Léon Bourgeois, président du Conseil de la Société des Nations n'est pas dupe de la mise en scène et adresse peu après des reproches à la Pologne.
« Le gouvernement polonais, après avoir lancé un appel à la Société des Nations quant à son différend avec la Lituanie, a accepté les décisions du Conseil: cessation immédiate des hostilités, neutralité des territoires occupés par la Lituanie à l'est de la ligne du 8 septembre, à condition que cette neutralité soit respectée par les autorités soviétiques, la formation de la Commission de contrôle qui est actuellement sur place et qui est chargée de prendre les mesures nécessaires pour arrêter ou éviter tout conflit, sans en aucune manière porter préjudice au règlement définitif du territoire. L'occupation de Vilna [Vilnius] est donc une violation des engagements conclus avec Conseil de la Société des Nations. Le Conseil est donc obligé de demander quelles sont les mesures que le gouvernement polonais compte prendre immédiatement, afin d'assurer l'observation de ces entreprises. À moins que Vilnius ne soit rapidement évacuée, le Conseil serait tenu de prendre immédiatement des mesures, afin d'examiner une situation, qu'il considère comme grave »

## Sources
- (en) Cet article est partiellement ou en totalité issu de l’article de Wikipédia en anglais intitulé « Suwałki Agreement » (voir la liste des auteurs).